# Ocrisiona leucocomis
Ocrisiona leucocomis là một loài nhện trong họ Salticidae.
Loài này thuộc chi Ocrisiona. Ocrisiona leucocomis được Ludwig Carl Christian Koch miêu tả năm 1879.

## Hình ảnh

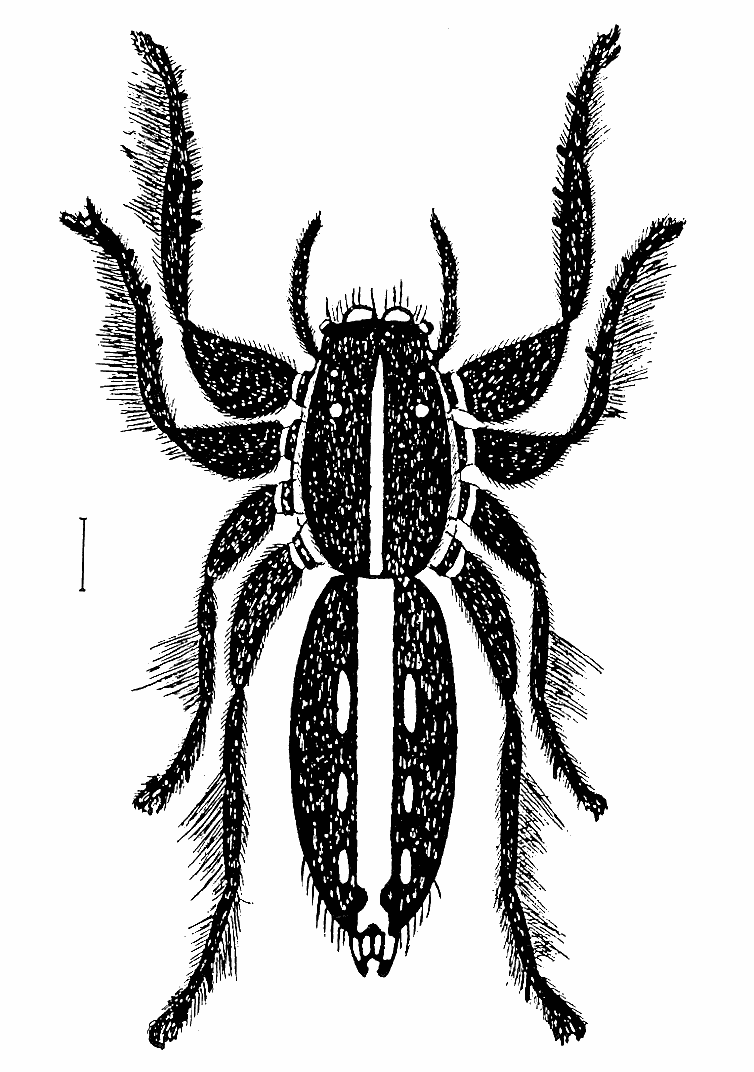